# Deng Chueng-hwai
Deng Chueng-hwai (nascido em 18 de novembro de 1940) é um ex-ciclista taiwanês que competiu no ciclismo nos Jogos Olímpicos de Verão de 1964 e 1968.